# Кузьминых, Иван Алексеевич
Иван Алексеевич Кузьминых (29 июля (11 августа) 1902, Вятка, Российская империя — 18 января 1970, Москва, РСФСР) — советский государственный деятель, министр мясной и молочной промышленности СССР (1946—1953).

## Биография
Родился в семье рабочего. Русский. Член РКП(б) с 1924 г. В 1934 г. окончил Самарский строительный институт по специальности инженер-строитель.
- 1920—1927 гг. — работал в паровозном депо, Уфа.
- 1937—1934 гг. — работал на строительстве авиазаводов, Самара.
- 1934—1937 гг. — директор Куйбышевского строительного института.
- 1937—1938 гг. — начальник Управления учебных заведений Наркомата пищевой промышленности СССР.
- 1938—1939 гг. — исполняющий обязанности начальника Главстроя наркомата пищевой промышленности СССР.
- 1939—1946 гг. — первый заместитель наркома (с марта 1946 г. — министра) мясной и молочной промышленности СССР.
- 1946—1953 гг. — министр мясной и молочной промышленности СССР. Со смертью Сталина министерство мясной и молочной промышленности объединяется в числе других в министерство легкой и пищевой промышленности, которое возглавил Косыгин.
- март-август 1953 г. — заместитель министра легкой и пищевой промышленности СССР.
- 1953—1954 гг. — заместитель министра промышленности продовольственных товаров СССР.
- 1954—1957 гг. — заместитель министра промышленности мясных и молочных продуктов СССР.
- 1957—1958 гг. — начальник отдела мясной и молочной промышленности Госплана РСФСР — министр РСФСР.
- 1958—1960 гг. — начальник отдела пищевой промышленности Госплана РСФСР. С марта 1960 г. персональный пенсионер союзного значения.

Похоронен в Москве на Новодевичьем кладбище.

## Награды и звания
Награждён орденом Ленина, орденом Красной Звезды, орденом Трудового Красного Знамени.